# Carissa Moore
Carissa Moore (født 27. august 1992) er en amerikansk surfer.
Hun repræsenterede USA under sommer-OL 2020 i Tokyo, hvor hun vandt guld.